# Reanimation
Pour l’article homonyme, voir Réanimation.
Albums de Linkin Park
Hybrid Theory Meteora
Singles
1. Pts.Of.Athrty
Sortie : 22 juillet 2002

Reanimation est un album de remix des chansons de Linkin Park de l'album Hybrid Theory et de l'album Hybrid Theory EP. La plupart des titres de cet album sont en leet speak. Les remix sont pour la plupart des versions de style plus electronica et hip-hop que les originaux.

## Liste des pistes
1. Opening (1:07)
2. Pts.OF.Athrty (3:45)
3. Enth E Nd (3:59)
4. [CHALI] (0:23)
5. Frgt/10 (3:32)
6. P5hng Me A*wy (4:37)
7. Plc.4 Mie Haed (4:20)
8. X-ecutioner Style (1:49)
9. H! Vltg3 (3:30)
10. [RIFF RAFF] (0:21)
11. Wth>You (4:12)
12. Ntr\Mssion (0:29)
13. Ppr:kut (3:26)
14. Rnw@y (3:13)
15. My<Dsmbr (4:17)
16. [STEF] (0:10)
17. By_Myslf (3:42)
18. Kyur4 th ich (2:32)
19. Buy Myself (4:26)
20. 1stp Klosr (5:46)
21. Krwlng (5:42)

Buy Myself n'apparaît que sur la version japonaise.

### Liste des remixes
| Chanson           | Artiste               | Featuring                                         | Chanson originale   |
| ----------------- | --------------------- | ------------------------------------------------- | ------------------- |
| Pts.OF.Athrty     | Jay Gordon            | /                                                 | Points Of Authority |
| Enth E Nd         | KutMasta Kurt         | Motion Man                                        | In The End          |
| Frgt/10           | The Alchemist         | Chali 2na                                         | Forgotten           |
| P5hng Me A*wy     |                       | Stephen Richards (chanteur de Taproot)            | Pushing Me Away     |
| Plc.4 Mie Haed    | AmpLive               | Zion I                                            | A Place for My Head |
| X-Ecutioner Style | Sean C.               | Roc Raida & Black Thought (chanteur de The Roots) | /                   |
| H! Vltg3          | Evidence              | Pharaoahe Monch & DJ Babu                         | High Voltage        |
| Wth>You           | Chairmann Hann        | Aceyalone                                         | With You            |
| PPr:Kut           | DJ Cheaspot & Jubacca | Rasco & Planet Asia                               | Papercut            |
| Rnw@y             | Backyard Bangers      | Phoenix Orion                                     | Runaway             |
| My<Dsmbr          | Mickey P.             | Kelli Ali                                         | My December         |
| By_Myslf          | Josh Abraham          | /                                                 | By Myself           |
| Kyur4 Th Ich      | Chairmann Hann        | /                                                 | Cure for the itch   |
| 1stp Klosr        | The Humble Brothers   | Jonathan Davis (chanteur de KoЯn)                 | One Step Closer     |
| Krwlng            |                       | Aaron Lewis (chanteur de Staind)                  | Crawling            |
| Buy Myself        | Linkin Park           | Marilyn Manson                                    | By Myself           |

### Clips extraits de l'album
- Pts.Of.Athrty
- Frgt/10
- Wth>You
- Kyur4 th Ich

## Certifications
| Pays              | Certification | Ventes certifiées |
| ----------------- | ------------- | ----------------- |
| États-Unis (RIAA) | Platine       | 1 000 000         |